# 泉智等
泉 智等（いずみ ちとう、1849年2月3日（嘉永2年1月11日） - 1928年（昭和3年）9月26日）は、真言宗の僧。書家。徳島県吉野川市出身。花桝伊兵衛の五男。幼名は直蔵。号は物外（ぶつがい）。

## 生涯
1860年（万延元年）、12歳で出家する。1864年（元治元年）の頃より、徳島の芝「秋邨塾」で柴秋邨に漢籍を学ぶ。その後、1868年（明治元年）から1872年（明治5年）まで高野山で、1873年（明治6年）から1877年（明治10年）まで京都で仏教学を学ぶ。
1879年（明治12年）より真言宗布教師として全国を巡錫し、1900年（明治33年）に京都仁和寺の第35世門跡に就任、1908年（明治41年）に京都泉涌寺の第147代長老となる。1914年（大正3年）に真言宗京都中学（現・洛南高等学校・附属中学校）校長に就任。
1923年（大正12年）に高野山派管長となり、同年に総本山金剛峯寺第388世座主となる。その翌年に真言宗連合総裁となった。1925年（大正14年）、三派合同古義真言宗管長となる。真言宗京都大学（現・種智院大学）総理、高野山大学の総理も務めた。
1928年（昭和3年）9月26日、死去。現在は高野山大師教会本部玄関前に銅像がある。また詩や書の作品を残しており、画は水墨山水を得意とした。